# My song Your song
『My song Your song』（マイ ソング ユア ソング）は、いきものがかりのメジャー3作目のオリジナル・アルバム。2008年12月24日にCDで発売。発売元はエピックレコードジャパン。

## 概要
- 前作『ライフアルバム』から約10ヶ月ぶりに発売されたこの年2作目のオリジナルアルバム。初回仕様限定盤はスペシャル三方背スリーブBOX仕様で、特典として「24Pスペシャルブックレット」「いきものカード010」「いきものグッズプレゼント応募ハガキ」が付属されている。
- 「帰りたくなったよ」から「気まぐれロマンティック」までのシングルA面曲4曲に一部カップリング曲、配信限定で先行リリースされていた楽曲、ボーナストラックの「帰りたくなったよ -acoustic version-」など全14曲を収録。ボーナストラックを除く13曲中9曲にタイアップが付いているほか、吉岡が作詞・作曲いずれも単独で手がけた曲が初めて収録されており、本作以降オリジナルアルバムに吉岡が制作した曲が収録されるのが恒例となる。
- 2009年1月5日 - 1月12日付（合算週）のオリコン週間アルバムチャートで1位となり、シングル・アルバム通して初のオリコンチャート1位を獲得した。発売後もロングヒットを続け、チャートランクイン回数は前作(73週)を上回る90週を記録した。

## 収録曲
- 初回仕様限定盤・通常盤共通収録。既発曲（シングル収録曲）の解説は各収録作品を参照のこと。

1. プラネタリウム （5:55）
  - 作詞・作曲：水野良樹 / 編曲：田中ユウスケ、湯浅篤 / 弦編曲：岡村美央

11thシングル。
2. 気まぐれロマンティック （4:03）
  - 作詞・作曲：水野良樹 / 編曲：江口亮 / 弦編曲：クラッシャー木村

12thシングル。
3. ブルーバード （3:36） 
  - 作詞・作曲：水野良樹 / 編曲：江口亮 / 弦編曲：クラッシャー木村

10thシングル。
4. スパイス・マジック （4:45）
  - 作詞・作曲：山下穂尊 / 編曲：西川進

ケータイ小説「恋するコンビニ」コラボレーションソング。
5. かげぼうし （4:46）
  - 作詞・作曲：山下穂尊 / 編曲：田中ユウスケ、湯浅篤

吉岡が新しい歌い方を見つけたという曲。
6. 帰りたくなったよ （6:06）
  - 作詞・作曲：水野良樹 / 編曲：島田昌典

9thシングル。
7. message （4:20）
  - 作詞・作曲：山下穂尊 / 編曲：中村タイチ

12thシングル「気まぐれロマンティック」のカップリング曲。
表記はないがアルバムバージョンで、曲のラストに携帯電話の着信音と吉岡の台詞が追加されている。
8. Happy Smile Again （4:28） 
  - 作詞・作曲：水野良樹 / 編曲：菅原弘明

11thシングル「プラネタリウム」のカップリング曲。
9. くちづけ （4:21）
  - 作詞・作曲：山下穂尊 / 編曲：西川進

インディーズアルバム『人生すごろくだべ。』収録曲をリアレンジしたもので、この曲の収録により『人生すごろくだべ。』の収録曲はすべてメジャーデビュー後に発表されたことになる。
後にベストアルバム『いきものばかり〜メンバーズBESTセレクション〜』にも収録された。
10. 僕はここにいる （5:03） 
  - 作詞・作曲：吉岡聖恵 / 編曲：渡辺善太郎

オリジナルビデオ作品『わんこ THE MOVIE 2』主題歌。
吉岡が初めて作詞・作曲をいずれも単独で手がけた楽曲。
11. プギウギ （4:32）
  - 作詞・作曲：水野良樹 / 編曲：渡辺善太郎

最初は「ブギウギ」だったが、作曲する際小さな声で録音していて「プギウギ」に聞こえたのでそのまま「プギウギ」にしたというエピソードがある。
12. 幻 （5:53）
  - 作詞・作曲：山下穂尊 / 編曲：常田真太郎

スキマスイッチのキーボーディストである常田真太郎が編曲とピアノ演奏を担当した楽曲。
13. 心の花を咲かせよう （4:43）
  - 作詞・作曲：山下穂尊 / 編曲：島田昌典

第87回全国高等学校サッカー選手権大会応援歌。
2009年1月12日の決勝戦では試合前に3人が登場してこの曲を披露した。また、アルバムのプロモーションで出演した1月16日放送の『ミュージックステーション』でも披露されており、同番組でアルバム曲が披露されたのはこの曲が初めてとなる。
後にベストアルバム『いきものばかり〜メンバーズBESTセレクション〜』やバラードベストアルバム『バラー丼』にも収録されたほか、2009年1月24日に横浜アリーナで開催された「オンタマカーニバル'09」で披露された時の音源がシングル「ふたり」のカップリング曲として、2011年7月の横浜スタジアム公演「いきものまつり2011 どなたサマーも楽しみまSHOW!!! 〜横浜スタジアム〜」で披露された時の音源がライブアルバム『なまものばかり〜メンバーズBEST LIVEセレクション〜』に収録されている。
ゴールド認定（シングルトラック、日本レコード協会）[2]
14. 帰りたくなったよ -acoustic version- （4:14）
  - 作詞・作曲：水野良樹 / 編曲：中村タイチ

ボーナストラックで、9thシングル「帰りたくなったよ」のアコースティックバージョン。

## 演奏
- 吉岡聖恵：Vocal&Background Vocal
- 水野良樹：Electric Guitar,Acoustic Guitar&Background Vocal
- 山下穂尊：Acoustic Guitar,Harmonica&Background Vocal
- 椎野恭一：Drums (#1.5)
- 井上富雄：Electric Bass (#1)
- 藤井謙二：Acoustic Guitar&Electric Guitar (#1.5)
- 岡村美央ストリングス：Strings (#1)
- 田中ユウスケ：All Other Instruments&Programming (#1.5)
- 湯浅篤：All Other Instruments&Programming (#1.5)
- 小松シゲル (NONA REEVES)：Drums (#2)
- 沖井礼二：Electric Bass (#2)
- 清水ひろたか：Acoustic Guitar&Electric Guitar (#2)
- クラッシャー木村：Strings Arrangement (#2.3)
- クラッシャー木村ストリングス：Strings (#2.3)
- 五十嵐誠・榎本裕介：Trombone (#2)
- 中野勇介・尾崎あゆみ：Trumpet (#2)
- 江口亮
  - All Other Instruments (#2)
  - Programming (#2.3)
- ターキー (GO!GO!7188)：Drums (#3)
- 山口寛雄：Electric Bass (#3)
- 三井律郎 (THE YOUTH)：Acoustic Guitar&Electric Guitar (#3)
- 渡辺シュンスケ：Piano&Organ (#3)
- 河村智康：Drums (#4.6.10.11)
- 美久月千晴：Electric Bass (#4.6.9.13)
- 西川進：Acoustic Guitar&Electric Guitar (#4.6.9)
- eji
  - Piano (#4.9)
  - Organ (#4)
- 中山信彦：Manipulation (#4.9)
- 島田昌典：Piano,Organ,Tambourine&Programming (#6)
- 真部裕ストリングス：Strings (#6.13)
- 宮川剛：Drums&Tambourine (#7)
- 石井悠也：Drums (#7.9)
- スティング宮本：Electric Bass (#7)
- 五十嵐宏治
  - Piano (#7)
  - Organ (#14)
- 中村タイチ
  - Acoustic Guitar,Electric Guitar (#7.14)
  - Programming (#7)
- 菅野網善：Drums&Tambourine (#8)
- 小島剛広：Electric Bass (#8)
- 菅原弘明：Acoustic Guitar,Electric Guitar,Slide Guitar (#8)
- 柴田俊文：Piano,Organ (#8)
- 渡辺善太郎：All Other Instruments&Programming (#10.11)
- いきものがかりと愉快な仲間たち：Clap (#11)
- 松永俊弥：Drums (#12)
- 三浦“JAY”剛：Electric Bass (#12)
- 松本智也：Percussion (#12)
- 藤本一樹：Acoustic Guitar&Electric Guitar (#12)
- 金原千恵子ストリングス：Strings (#12)
- 常田真太郎 (スキマスイッチ)：Piano&Other Instruments (#12)
- 玉田豊夢：Drums (#13)
- 狩野良昭：Piano,Organ,Tambourine&Programming (#13)
- 坂井秀彰：Percussion (#14)
- 山本拓夫：Flute (#14)

## カバー
ブルーバード
- スコット・マーフィー - 2011年6月29日発売のJ-POPカバーアルバム『GUILTY PLEASURES ANIMATION』に、ぱすぽ☆と共演した「ブルーバード feat. ぱすぽ☆」が収録されている。
- Kylee - 2013年8月7日発売の配信限定EP「CRAZY FOR YOU EP+」に収録。歌詞を英語に翻訳して歌っている。
- FLOW - 2015年2月25日発売のベストアルバム『FLOW ANIME BEST 極』に、ダイアナ・ガーネットと共演した「ブルーバード feat. ダイアナガーネット」が収録されている。
- Lia - 2018年4月25日発売のアルバム「REVIVES -Lia Sings beautiful anime songs」に収録。
- Poppin'Party［戸山香澄（愛美）］ - 2019年10月31日にゲーム『バンドリ! ガールズバンドパーティ!』に追加収録[3]。
- 松澤由美 - 2020年5月27日発売のアルバム「Yumi Matsuzawa AnimeSong Cover Album」に収録[4]。
- 佐香智久 - シングル『フローリア』のカップリング曲。
- 内田真礼 - 2022年3月9日より、配信限定シングルとしてリリース。カバーソングプロジェクト『CrosSing』の楽曲として公開[5]。